# Национальный музей Чеченской Республики
(Национальный) Музей Чеченской Республики — чеченский краеведческо-исторический музей, расположенный в Грозном. Музей также имеет пять филиалов в сёлах республики.

## История

### Создание музея
Национальный музей Чеченской Республики был открыт 7 ноября 1924 года отделом народного образования Грозного. Первоначально был окружным музеем по истории культуры и религии. Он занимал две комнаты в одной из школ. Сюда из разных учреждений привозились коллекции предметов, представляющих культурную ценность. В феврале 1925 года открылся отдел нумизматики. Здесь собирались экспонаты по истории Грозного и Чечни, а также по истории религии. Работа по созданию музея проводилась с помощью местного коллекционера, страстного филателиста Бориса Скалиотти. Он и стал его первым заведующим.
В 1930-е годы Чеченский музей из хранилища материальных памятников превратился в научно-исследовательское учреждение. В 1934 году Чеченская и Ингушская автономные области были объединены в Чечено-Ингушскую автономную область. В 1936 году автономная область была преобразована в автономную республику. Чеченский музей получил статус Чечено-Ингушского республиканского краеведческого музея.

### Великая Отечественная война, депортация
В годы Великой Отечественной войны музей не прекратил работу. В феврале 1944 года чеченцы и ингуши вынуждены были покинуть Родину. Вплоть до середины 1950-х годов музей существовал как Грозненский областной музей краеведения. В его фондах находилось 3356 экспонатов.

### Восстановление республики

Скульптура Льва Толстого в музее станицы Старогладовская

После восстановления ЧИАССР в 1957 году в музее демонстрировались экспозиции, отражавшие успехи Чечено-Ингушетии в области экономики, образования и культуры. Этим достигалась реализация его просветительской, воспитательной и пропагандистской деятельности.
В 1967 году музей был награждён дипломом Министерства культуры СССР, в 1973 году — дипломом II степени Министерством культуры РСФСР. И впоследствии работа музея удостаивалась многих наград.
К 1990-м годам Чеченский государственный объединенный музей был одним из крупнейших на Северном Кавказе. В его фондах было около 230 тысяч единиц хранения, в фондах Чеченского республиканского музея изобразительных искусств имени Петра Захарова — около 4 тысяч единиц.
В 1994 году на территории Чечни функционировали два региональных музея:
- Чеченский объединенный музей (краеведческий музей) с филиалами:
  - Литературно-мемориальный музей Арби Мамакаева в с. Надтеречное Надтеречного района;
  - Литературно-этнографический музей Л. Н. Толстого в станице Старогладовской Шелковского района;
  - Историко-мемориальный музей Асланбека Шерипова в селе Шатой Шатойского района;
- Чеченский республиканский музей изобразительных искусств им. Петра Захарова с двумя филиалами:
  - выставочный зал;
  - студия-школа изобразительных искусств.

К началу 1990-х годов музеи Чечни достигли наивысшего расцвета. Они приобрели новое здание, обширные музейные площади, позволявшие экспонировать многие музейные раритеты, лежавшие в фондах невостребованными по идеологическим, политическим и другим соображениям.

### Чеченские войны

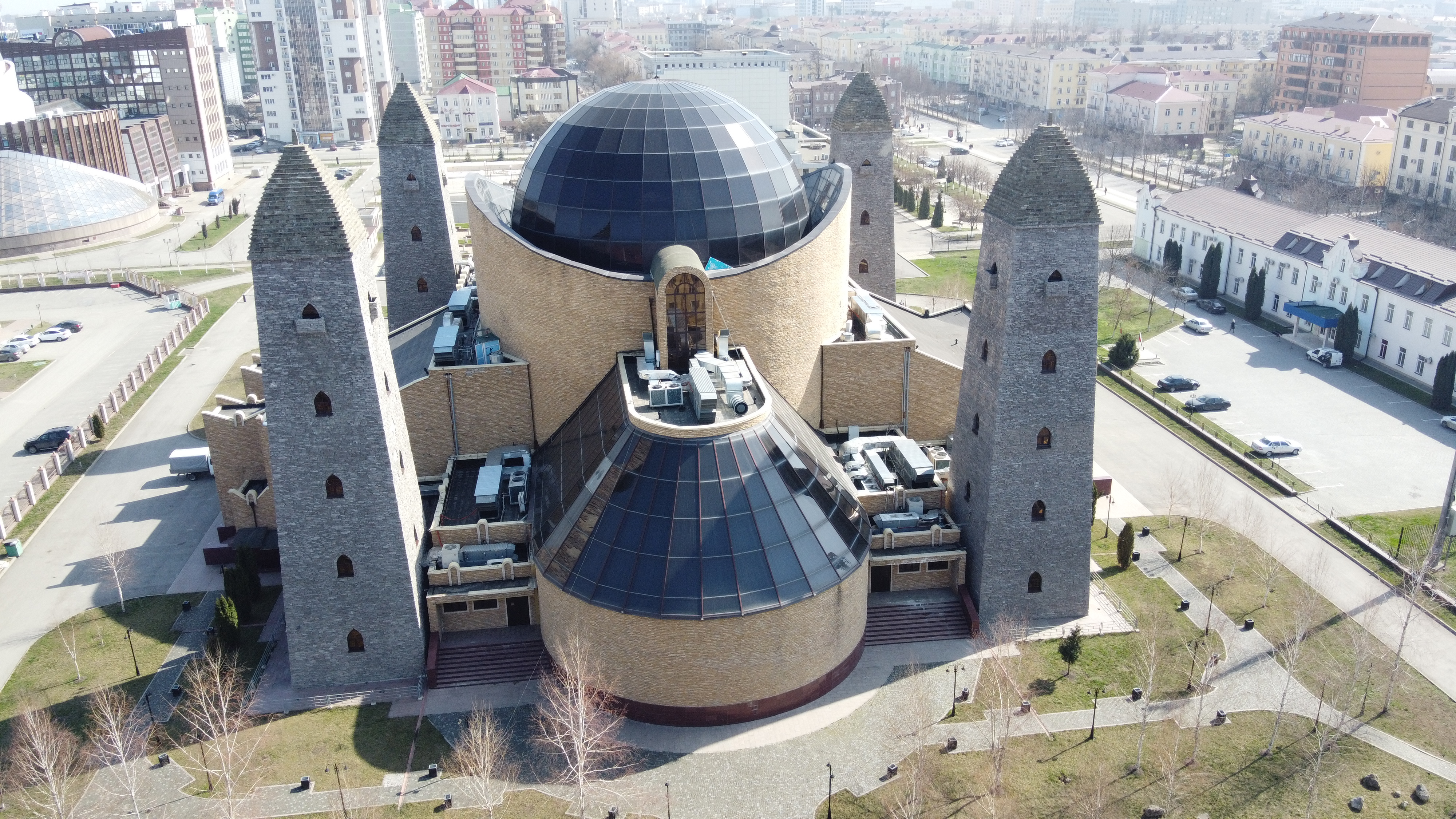
Новое здание музея в 2020 году

Военные действия имели губительные последствия для историко-культурного наследия чеченского народа, музейной сети и музейного дела в целом. Полностью была уничтожена материально-техническая база музеев, разграблены и утрачены музейные фонды (до 90 %), разрушены здания национального музея и историко-мемориального музея Асланбека Шерипова.
Головной музей лишился наиболее значительных со всех точек зрения культурно-исторических ценностей. Среди утраченного такие картины, как «Смерть генерал-майора Слепцова в Гехинском лесу» Франца Рубо, «Портрет мальчика с книгой» Василия Тропинина, «Пейзаж», «Кавказ» Петра Верещагина, «Лунный пейзаж», «Алхан-юрт» Ивана Айвазовского, «Изголодавшиеся» Ильи Репина.
Пропала вся этнографическая коллекция, в том числе:
- 68 чеченских истангов;
- коллекция холодного и огнестрельного оружия XVII — XIX веков;
- печать и шашка Шамиля, подаренная им Уме Дуеву — одному из лидеров народно-освободительного движения в Чечне XIX в.;
- предметы, принадлежавшие Асланбеку Шерипову, политическому и военному деятелю Чечни и Северного Кавказа;
- предметы археологии;
- уникальная посуда для национального блюда «жижиг-галнаш», которым в этой посуде угощали Серго Орджоникидзе;

и многое другое. Были утрачены семь из девяти хранившихся в музее произведений первого профессионального чеченского художника Петра Захарова, академика живописи Российской Императорской академии художеств.
Также были похищены:

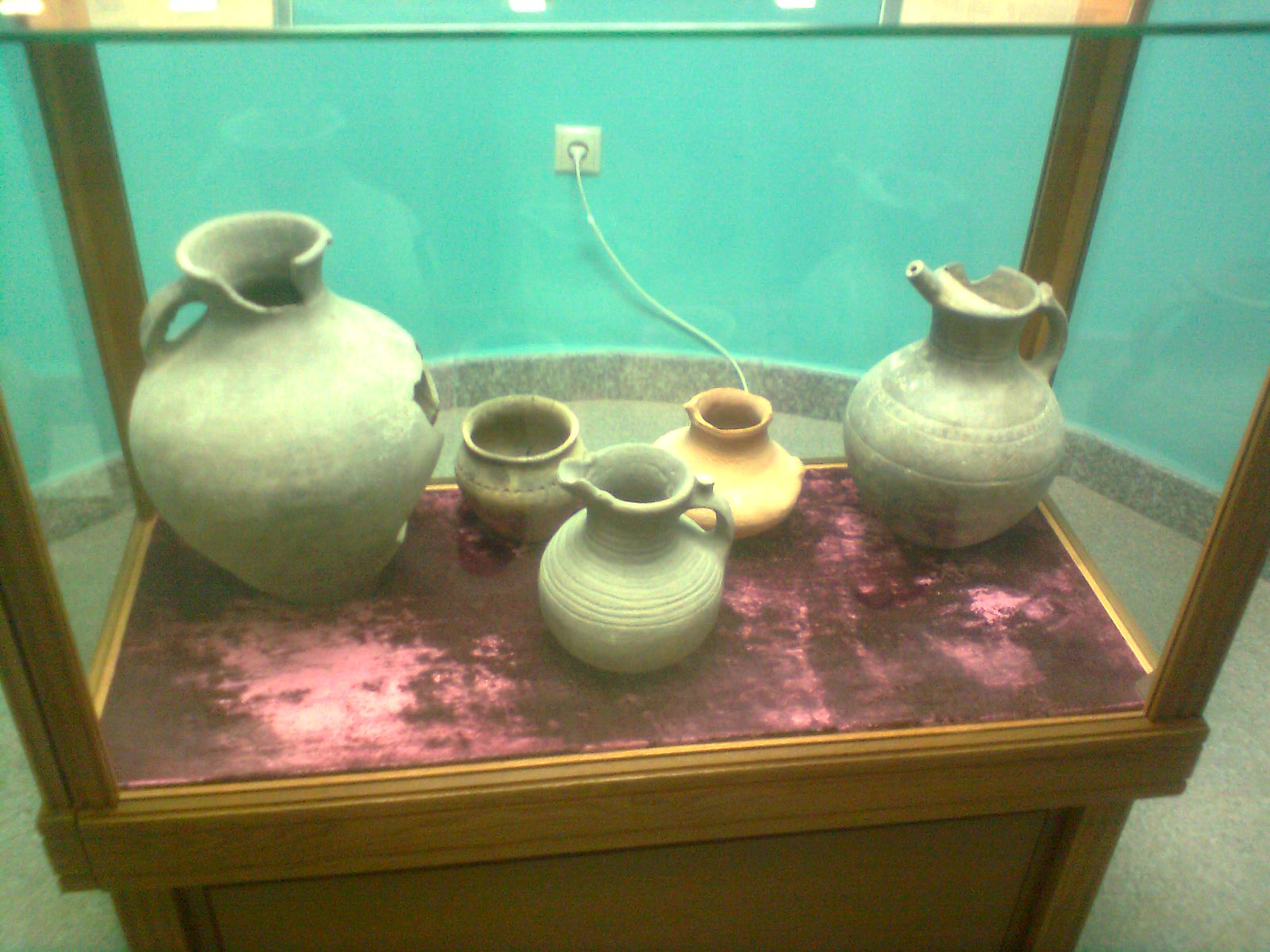
Экспонаты из коллекции музея

- 16 единиц горских сабель и шашек XVIII—XIX веков с декоративной отделкой из драгоценных металлов;
- около 200 единиц из коллекции предметов национальной мужской и женской одежды, конской сбруи из драгоценных металлов (нагрудники, газыри, пояса женские и мужские, уздечки, плети и т. д.);
- 77 единиц произведений европейского, русского и восточного декоративно-прикладного искусства XVIII—XIX вв.;
- 40 инвентарных книг с данными обо всех музейных фондах;
- 50 томов отчетов археологических экспедиций, осуществленных на территории республики с 1947 года, другая документация[4].

В связи с необходимостью консолидации сохранившихся музейных фондов и проведения единой музейной политики Чеченский государственный областной музей и Чеченский республиканский музей изобразительного искусства имени академика Петра Захарова были в октябре 1996 года объединены в единый Национальный музей Чеченской Республики.

### Послевоенный период

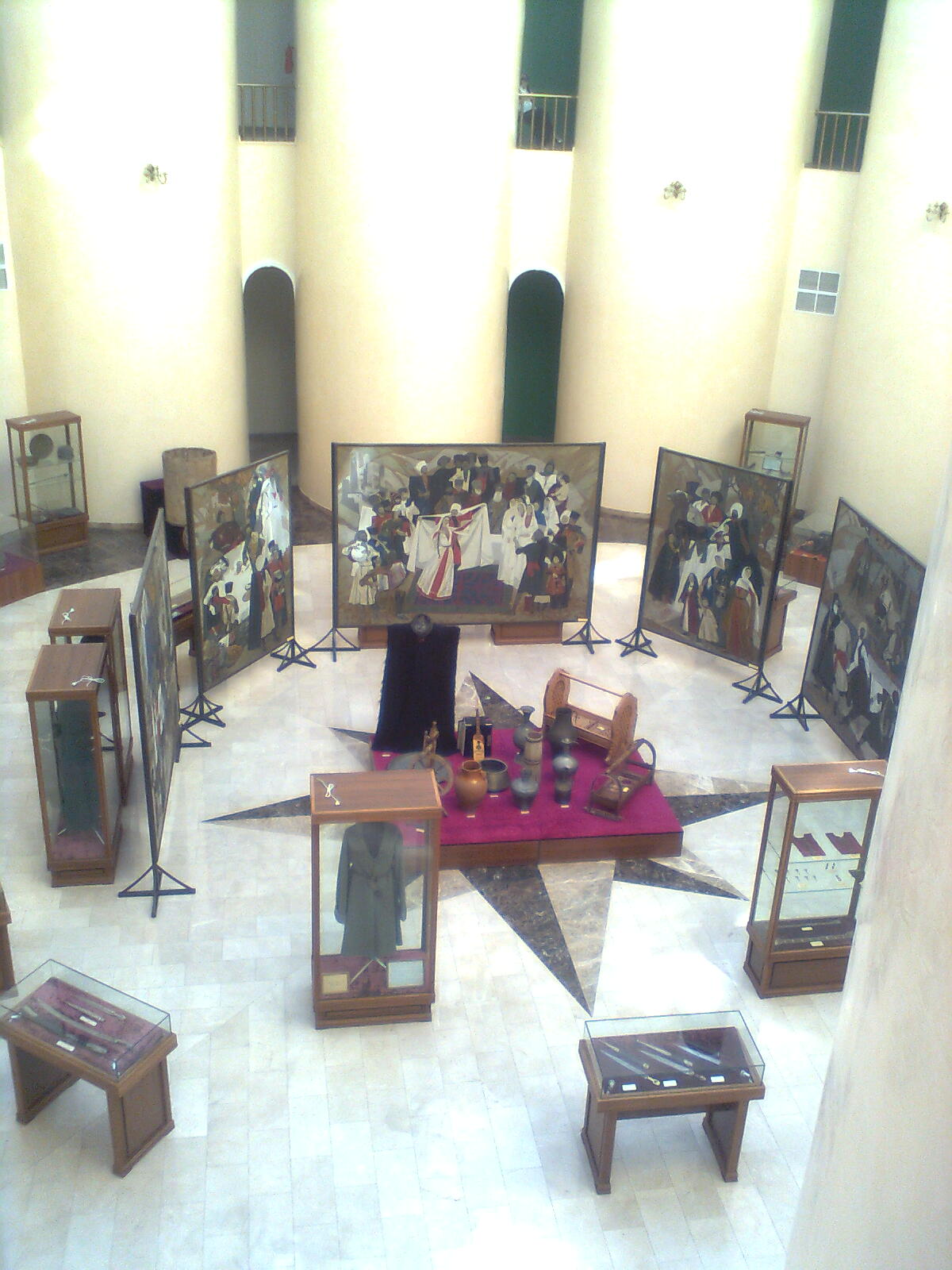
Центральный зал музея

В 2004 году в Грозном с помощью Третьяковской галереи были проведены две выставки. Делегация Российского комитета Международного совета музеев изучила состояние музейной сети республики и взяла обязательства по обеспечению Национального музея Чечни оборудованием, необходимым для открытия и функционирования интернет-сайта.
18 мая 2007 года, в Международный день музеев, состоялось торжественное открытие восстановленных музейных площадей. В 2009 году заново отстроено основное здание Литературно-этнографического музея Л. Н. Толстого, отреставрированы уже имевшиеся и возведены новые постройки. Завершены ремонтно-реставрационные работы на старинном доме-особняке Литературного музея М. Ю. Лермонтова, облагорожена и декорирована территория музея.
За послевоенный период фонды Национального музея увеличились более чем на 4 тысячи единиц хранения. Ведется работа по поиску и возврату музею похищенных ценностей. 94 картины музея были переданы в 1995 году на реставрацию во Всероссийский художественный научно-реставрационный центр имени Игоря Грабаря. С 1999 по 2002 годы к ним добавились ещё 4 картины:
- «Портрет графа Н. И. Зубова» и «Портрет графини Н. А. Зубовой» неизвестного художника;
- «Портрет барона Рокасовского» К. Е. Маковского (XIX в.);
- «Взятие аула Гуниб и пленение Шамиля 25 августа 1859 года» Ф. Рубо.

Возвращены музею 2 пушки начала XIX века из Сургута Тюменской области, вывезенные из Чечни военнослужащими в ходе военной кампании. Сегодня музей насчитывает в своих фондах более 30 тысяч единиц хранения. Процесс восполнения утраченных фондов продолжается.

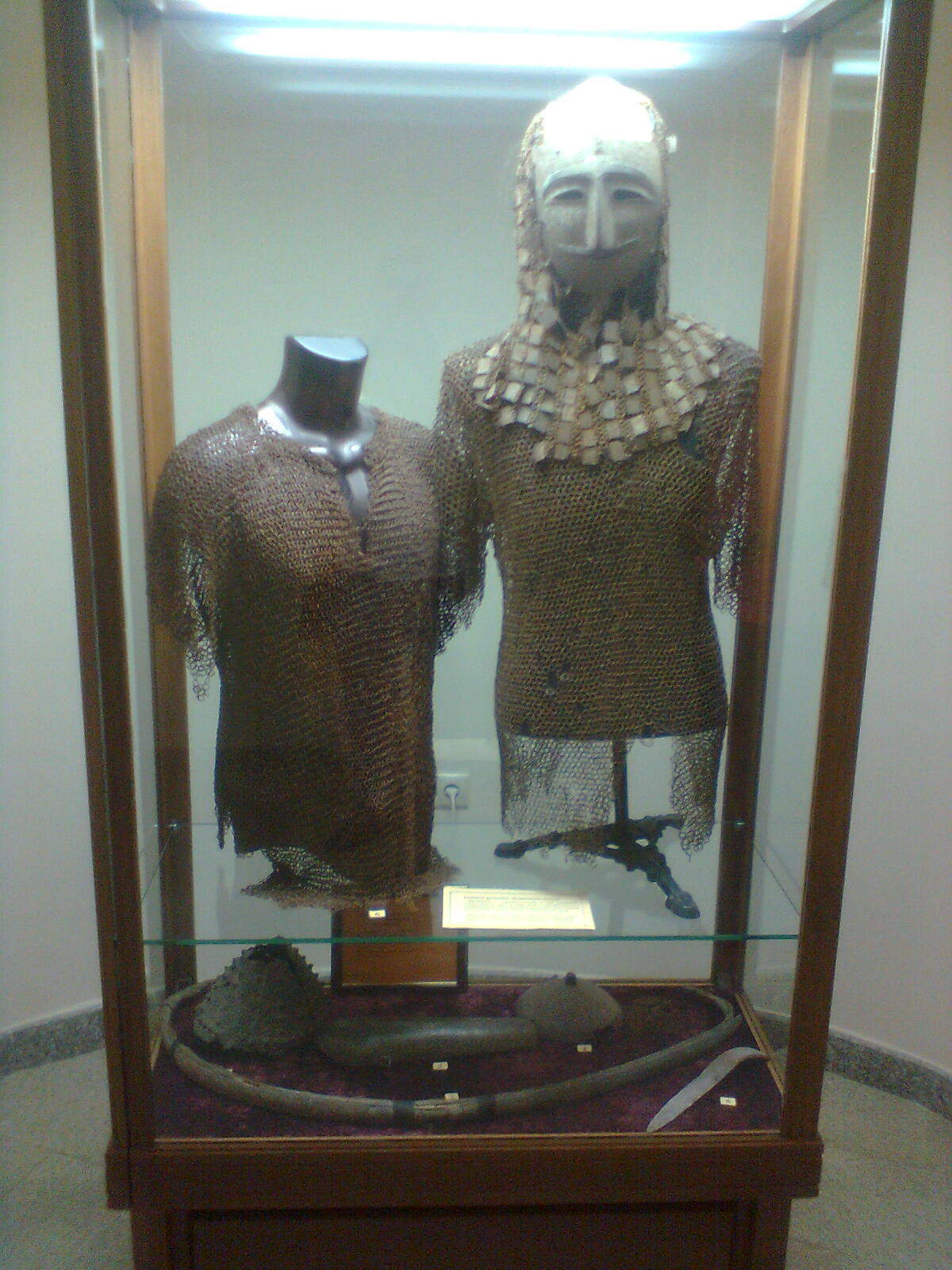
Доспехи чеченского воина из коллекции музея

Национальный музей имеет следующие филиалы:
- Литературно-мемориальный музей Арби Мамакаева в селе Надтеречное;
- Литературно-этнографический музей Л. Н. Толстого в станице Старогладовской;
- Махкетинский краеведческий музей в селе Махкеты;
- литературный музей М. Ю. Лермонтова в селе Парабоч;
- Галерея Илеса Татаева в Москве;
- Литературно-мемориальный музей А. Айдамирова в селе Мескеты.

В послевоенный период, несмотря на отсутствие элементарных условий, Национальный музей ЧР не прекращал научно-просветительной, экспозиционной и выставочной деятельности: проводились научно-практические конференции, выпущено несколько сборников научных статей (один из них издан в Музее-усадьбе Л. Н. Толстого «Ясная Поляна»), организовывались выставки, экспозиции, экскурсии. На базе головного музея и филиалов проходят музейную практику студенты исторического факультета Чеченского государственного университета, обучающиеся по специальностям «музейное дело и охрана памятников», «история», «социальный сервис и туризм».
5 октября 2012 года открылось новое здание музея.

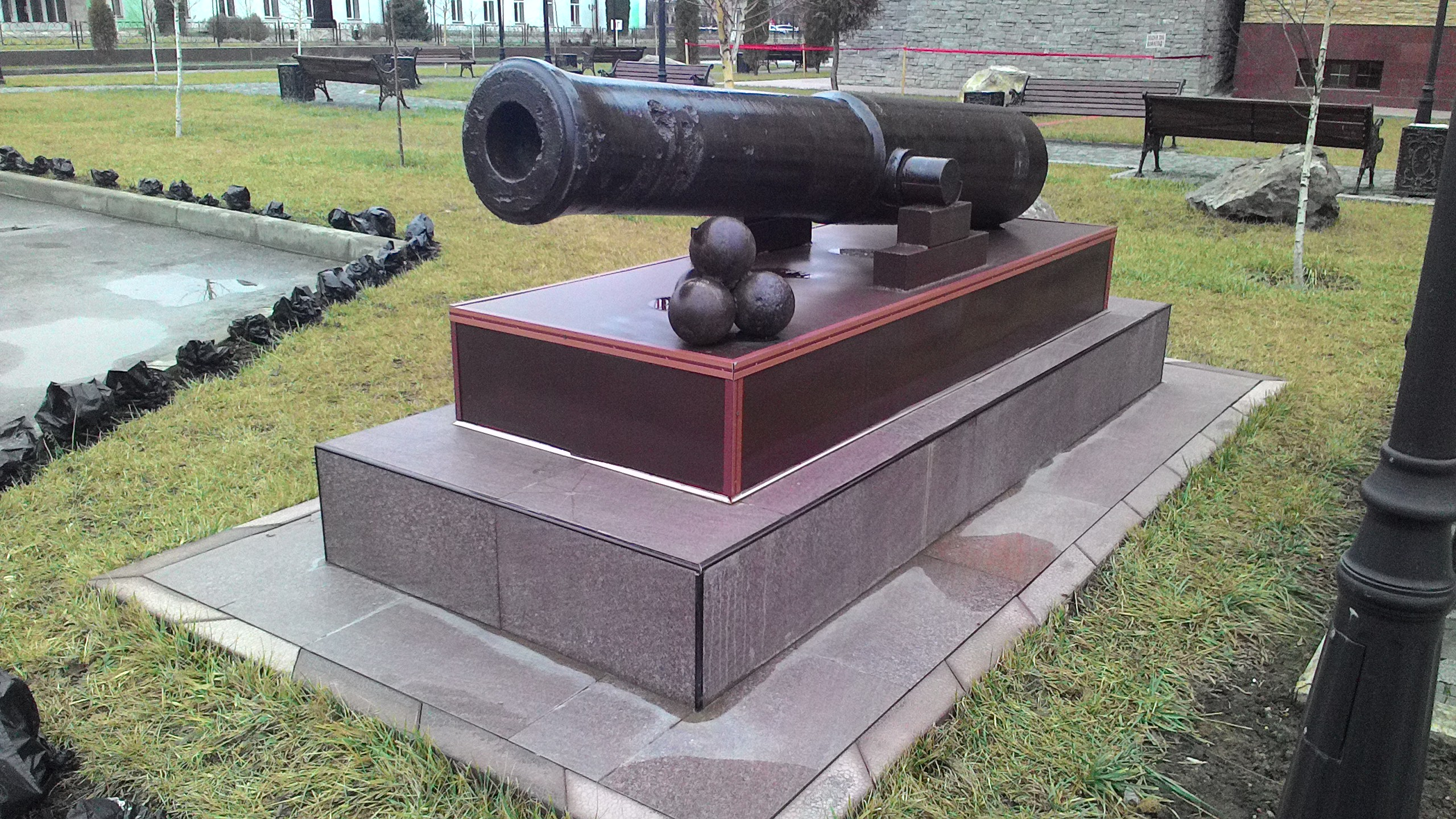
Подаренная севастопольцами пушка, использовавшаяся при обороне Севастополя в 1854—1855 годах

В декабре 2013 года в музее открылся первый на Северном Кавказе информационно-образовательный центр «Государственный Русский музей: виртуальный филиал», ставший 135-м по счету из функционирующих в России, за рубежом и в Антарктиде в рамках уникального международного проекта, воплощающего идею доступности крупнейшего собрания национального искусства посредством новейших компьютерных технологий.
На входе в музей установлены две пушки участницы обороны Севастополя, подаренные благодарными севастопольцами музею в период Великой Отечественной войны. Это — гаубица горный «единорог» образца 1838 года, отлитый на Каменском заводе Бароцци де Эльса в 1844 году и 12-фунтовая пушка.
В 2021 году проведена масштабная реконструкция музея. В этом же году «Национальный музей Чеченской Республики» был переименован в «Музей Чеченской Республики». Изменения коснулись в том числе и экспозиционных залов.
В 2023 было принято решение провести капитальный ремонт объекта с последующим расширением рабочего пространства и выставочных залов. В обновленном музее также планируют расположить кафе, специализированные магазины и сувенирные лавки, игровые комнаты для детей, конференцзалы и минибизнес-центры. Ввод в эксплуатацию запланирован на 2024 год.

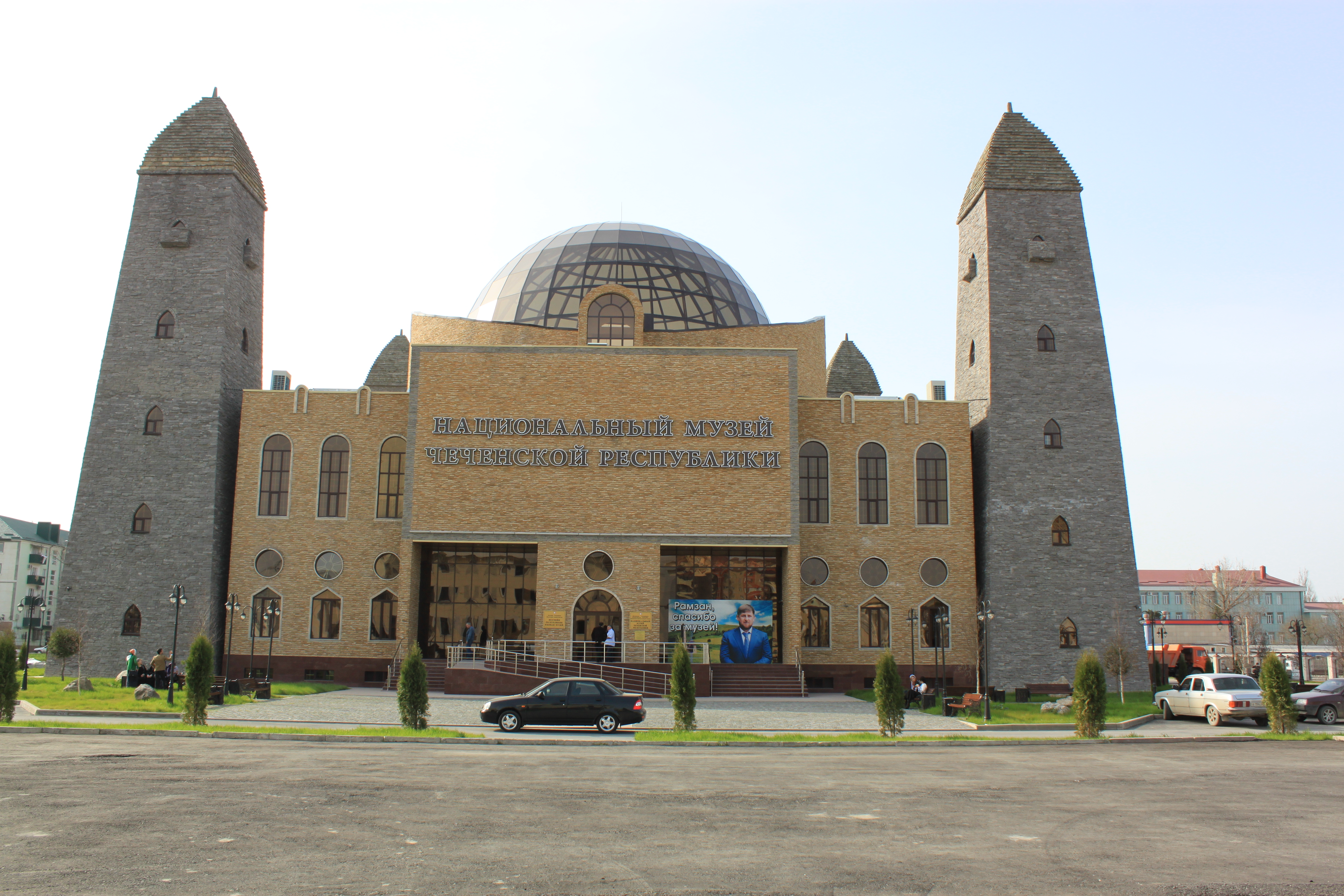
Музей Чеченской Республики в 2013 году
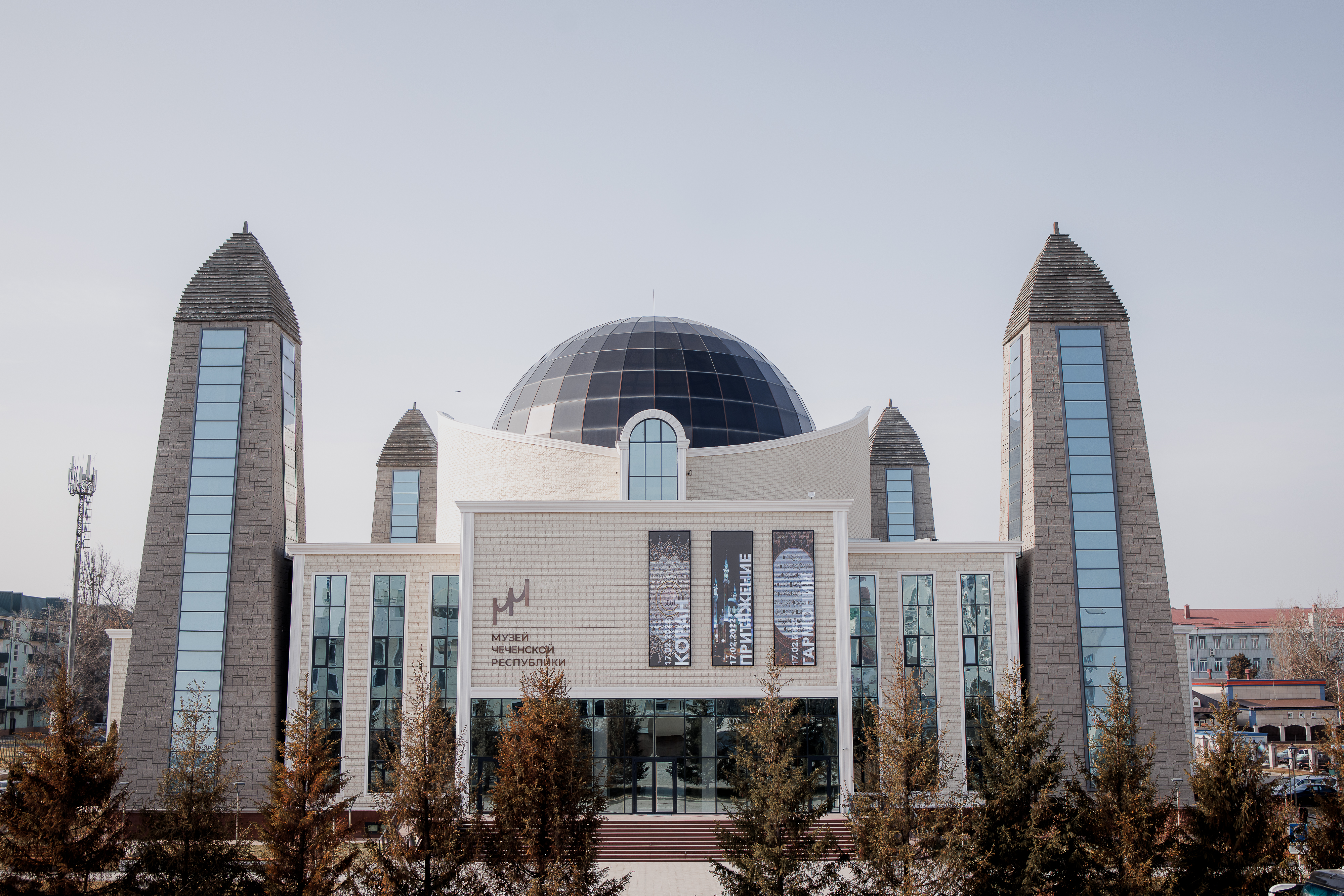
Обновленный Музей Чеченской Республики в 2022 году